# Jean-François Chiappe
Jean-François Chiappe (geboren am 30. November 1931 in Laon; gestorben am 21. Oktober 2001 in Versailles) war ein französischer Historiker und Publizist. Er schrieb Bücher und produzierte Radio- und Fernsehsendungen. Politisch vertrat er monarchistische und konservativ-katholische Meinungen.

## Leben
Er stammte aus einer korsischen Familie, deren Familienname ursprünglich Chiappa lautete. Einer seiner Vorfahren war Ange Chiappe, Sekretär des Nationalkonvents. Sein Vater Angelo Chiappe war ein politischer Funktionär, zuletzt im Vichy-Regime, und wurde 1945 als NS-Kollaborateur erschossen. Der Onkel Jean Chiappe, lange Polizeipräfekt von Paris, war bereits 1940 bei einem Abschuss über dem Mittelmeer umgekommen, bevor er den Posten als Hochkommissar der Levante antreten konnte.
Chiappe selbst besuchte die Privatschule Cours Hattemer, schloss dort 1954 ab und arbeitete zunächst in der Öffentlichkeitsarbeit von L’Oréal. Ab 1957 beteiligte er sich dann an Fernsehproduktionen, darunter Télé-Match, La roue tourne und La Tête et les jambes. Er heiratete 1961 die Journalistin und Produzentin Marina Grey (1919–2005), Tochter von Anton Denikin.
Chiappe schrieb ab Ende der 1950er für Zeitschriften der politischen Rechten, darunter die Wochenzeitung Rivarol. Er fand einen Platz in der Radiosendung La Tribune de l'Histoire von André Castelot und Alain Decaux, wo er 1963 die Koproduktion übernahm und diese bis zum Ende der Sendung 1997 innehatte. Von den 1970ern bis ins Jahr 1990 publizierte er zahlreiche Werke über die französische Geschichte, mit einem Fokus auf dem 17. und 18. Jahrhundert.
1974 begann seine Tätigkeit im inneren Zirkel des Front National, wo er zeitweise Partei-Vizepräsident war.
1983 erhielt er den Grand Prix Gobert der Académie française für sein 1982 erschienenes Geschichtswerk über den Aufstand der Vendée, und 1996 erhielt er für sein 1989 abgeschlossenes Werk über Ludwig XVI. den Prix Hugues-Capet.